# Мойя, Тони
Антонио Мойя Вега (исп. Antonio «Toni» Moya Vega; род. 20 марта 1998, Сон-Сервера, Балеарские Острова) — испанский футболист, полузащитник клуба «Сарагоса».

## Клубная карьера
Мойя — воспитанник клубов «Серверенсе», «Манакор», «Мальорка» и «Атлетико Мадрид». В 2016 году для получения игровой практики он начал выступать за дублирующий состав последних. 25 октября 2017 года в поединке Кубка Испании против «Эльче» Тони дебютировал за основной состав. 2 апреля 2018 года в матче против «Депортиво Ла-Корунья» он дебютировал в Ла Лиге. Летом 2021 года Мойя на правах свободного агента перешёл в «Алавес». 14 августа в матче против мадридского «Реала» он дебютировал за новую команду. По итогам сезона клуб вылетел в Сегунду, но игрок остался в команде. 29 января 2023 года в поединке против «Мирандеса» Тони забил свой первый гол за «Алавес». 
Летом 2023 года Мойя перешёл в «Сарагосу». 12 августа в матче против «Вильярреал B» он дебютировал за новую команду. 

## Карьера в сборной
В 2015 году Мойя попал в заявку юношеской сборной Испании на участие в юношеском чемпионате Европы в Болгарии. На турнире он сыграл в матчах против сборных Австрии и Хорватии.